# Canti e danze della morte
Canti e danze della morte (in russo Песни и пляски смерти?) è un ciclo di canzoni per voce (solitamente basso o basso-baritono) e pianoforte di Modest Petrovič Musorgskij, composto tra il 1875 e il 1877 su testi di Arsenij Arkad'evič Goleniščev-Kutuzov, un amico del musicista. Ogni canzone tratta il tema della morte in maniera poetica, sebbene le raffigurazioni siano realistiche e riflettano esperienze non insolite nella Russia del XIX secolo: la morte nell'infanzia, nella giovinezza, quella di un ubriaco e quella in guerra. L'opera è considerata il capolavoro di Musorgskij in questo genere.

## Storia della composizione
Il ciclo fu composto tra il 1875 e il 1877. Fu probabilmente Vladimir Stasov a suggerire a Musorgskij di comporre qualcosa di simile alla Totentanz di Franz Liszt, molto amata dal Gruppo dei Cinque, anche se l'elaborazione dell'opera fu poi portata avanti autonomamente dal compositore. Per primo fu scritto Trepak (17 febbraio), poi la Ninna nanna, quindi la Serenata (11 maggio), e due anni più tardi Il condottiero (5 giugno 1877). Proprio in quest'ordine le canzoni furono pubblicate nella prima edizione a cura di Nikolaj Rimskij-Korsakov, dopo la morte del compositore. Tuttavia l'idea di Musorgskij era un'altra, cioè di mettere Trepak al terzo posto, e si formò al momento del completamento della Serenata, come egli scrisse in una lettera ad Arsenij Goleniščev-Kutuzov. L'idea drammatica di "ampliamento della scala" concepita dall'autore richiedeva l'anello di completamento. Esso fu trovato, dopo numerose ricerche di temi e soggetti, e diversi abbozzi poetici e musicali, in cui fu coinvolto anche Goleniščev-Kutuzov, nel Condottiero, che poco dopo essere stato scritto fu designato ad essere il quarto elemento del ciclo.

## Struttura della composizione
Canti e danze della morte è composta da quattro canzoni.
1. Ninna nanna (Колыбельная) (1875) in fa diesis minore.
Una madre culla il suo bambino malato, sempre più febbricitante. La Morte appare, travestita da bambinaia, e culla il piccolo al sonno eterno.
2. Serenata (Серенада) (1875) in mi minore - mi bemolle minore.
La Morte attende fuori dalla finestra della casa di una donna agonizzante, come un amante che le fa la corte.
3. Trepak (Трепак) (1875) in re minore.
Un contadino ubriaco inciampa all'aperto nella neve mentre si scatena una bufera. La Morte lo invita a ballare una danza popolare detta Trepak. Mentre sta morendo assiderato, il contadino sogna campi d'estate.
4. Il condottiero (Полководец) (1877) in mi bemolle minore - re minore.
La Morte è raffigurata come un ufficiale al comando delle truppe defunte di due eserciti dopo una terribile battaglia. Mentre le truppe sfilano al suo cospetto, proclama il suo ricordo duraturo di tutti loro.

## Versioni per orchestra
Musorgskij aveva progettato di orchestrare il ciclo, ma non riuscì mai a realizzare la sua idea.
- 1882, Aleksandr Glazunov e Nikolaj Rimskij-Korsakov

Le canzoni furono orchestrate da Glazunov (n.1 e 3) e Rimskij-Korsakov (n.2 e 4) poco dopo la morte di Musorgskij, e furono pubblicate nel 1882. In questa versione Trepak è al primo posto.
- 1962, Dmitrij Šostakovič

Šostakovič orchestrò l'intero ciclo e lo dedicò al soprano Galina Pavlovna Višnevskaja. Sette anni più tardi, desiderando continuare il ciclo di canzoni di Musorgskij giudicato troppo breve, egli scrisse la sua sinfonia n. 14 per soprano, basso e orchestra da camera.
- 1983, Edison Denisov
- 1984, Kalevi Aho
- 1994, Ramon Lazkano
- 2007, Aleksandr Raskatov
- 2012, Peter Breiner in una versione per sola orchestra.